# Vagnhärad
Vagnhärad è un'area urbana della Svezia situata nel comune di Trosa, contea di Södermanland.
La popolazione risultante dal censimento 2010 era di 3 324 abitanti .